# モンベリアル伯の一覧

モンベリアル伯の紋章

モンフォーコン家のモンベリアル伯の紋章

ヴュルテンベルク家のモンベリアル伯の紋章

モンベリアル伯（Comte de Montbéliard）は、現在のフランス領フランシュ＝コンテ地域圏に存在した神聖ローマ帝国の領邦モンベリアル伯領の支配者の称号である。15世紀にドイツのシュヴァーベン地方の有力諸侯家門ヴュルテンベルク家が伯爵位を相続した。ドイツ語でメンペルガルト伯（Graf von Mömpelgard）とも呼ばれ、特に1617年以後、モンベリアル伯は「諸侯と同格の伯爵（„gefürstete Grafschaft“）」とされ、ヴュルテンベルク＝メンペルガルト公（Herzog von Württemberg-Mömpelgard）と呼ばれた。

## モンベリアル伯
スカルポン（ムーソン）家
- ルイ（在位：1042年 - 1073年）
- ティエリ1世（在位：1073年 - 1105年） - ルイの息子
- ティエリ2世（在位：1105年 - 1162年） - ティエリ1世の息子

モンフォーコン家
- アメデ2世（在位：1162年 - 1195年） - ティエリ2世の娘ソフィーとモンフォーコン領主リシャール3世の間の息子
- リシャール3世（在位：1195年 - 1227年） - アメデ2世の息子
- ティエリ3世（在位：1230年 - 1283年） - リシャール3世の息子

シャロン（イヴレーア）家
- ルノー・ド・ブルゴーニュ（在位：1283年 - 1322年） - ブルゴーニュ伯ユーグ・ド・シャロンの息子、ティエリ3世の曾孫ギュメット・ド・ヌーシャテルの夫
- オトナン（在位：1322年 - 1332年） - ルノーとギュメットの息子

モンフォーコン家
- アンリ（在位：1332年 - 1367年） - ティエリ3世の同族の甥孫、オトナンの妹アニェスと結婚
- エティエンヌ（在位：1367年 - 1397年） - アンリとアニェスの息子
- アンリエット（在位：1397年 - 1444年） - エティエンヌの孫娘、1407年にヴュルテンベルク伯エーバーハルト4世と結婚

ヴュルテンベルク家
- ヴュルテンベルク＝ウラッハ伯ルートヴィヒ1世、ヴュルテンベルク＝シュトゥットガルト伯ウルリヒ5世による共同統治（1444年 - 1446年）
- ヴュルテンベルク＝ウラッハ伯の統治（1446年 - 1473年）
- ハインリヒ（在位：1473年 - 1482年） - ウルリヒ5世の次男、ヴュルテンベルク公エーバーハルト2世の弟
- ヴュルテンベルク＝ウラッハ伯の統治（1482年 - 1492年）
- ヴュルテンベルク伯領と統合（1492年 - 1526年、1495年にヴュルテンベルクが公爵領に昇格）
- ゲオルク1世（在位：1526年 - 1534年） - ハインリヒの息子、ヴュルテンベルク公ウルリヒの弟
- ヴュルテンベルク公の統治（1534年 - 1542年）
- クリストフ（在位：1542年 - 1550年） - ウルリヒの息子、ヴュルテンベルク公（在位：1550年 - 1568年）
- ヴュルテンベルク公の統治（1550年 - 1553年）
- ゲオルク1世（在位：1553年 - 1558年） - 復位
- フリードリヒ1世（在位：1558年 - 1593年） - ゲオルク1世の息子、ヴュルテンベルク公（在位：1593年 - 1608年）
- ヴュルテンベルク公の統治（1593年 - 1617年）

## ヴュルテンベルク＝メンペルガルト（モンベリアル）公
- ルートヴィヒ・フリードリヒ（在位：1617年 - 1631年） - フリードリヒ1世の次男、ヴュルテンベルク公ヨハン・フリードリヒの弟
- レオポルト・フリードリヒ（在位：1631年 - 1662年） - ルートヴィヒ・フリードリヒの息子
- ゲオルク2世（在位：1662年 - 1699年） - レオポルト・フリードリヒの弟
  - 1676年 - 1679年、1680年 - 1697年はフランス軍が占領
- レオポルト・エーバーハルト（在位：1699年 - 1723年） - ゲオルク2世の息子
- ヴュルテンベルク公の統治（1723年 - 1803年）
  - 1793年にフランス軍が最終的に占領
  - 1803年にフランスに割譲、消滅